# 장전초등학교 (전남)
장전초등학교는 대한민국 전라남도 영암군 삼호읍 난전로 117 (삼포리)에 있었던 초등학교이다. 1999년 신설된 대불초등학교에 통폐합되었다.

## 연혁
- 1972년 9월 1일 설립인가
- 1974년 2월 6일 삼호중앙국민학교 장전분교장 개교
- 1976년 4월 2일 장전국민학교 승격 인가 (개교) (6학급)
- 1980년 1월 14일 교지 확장(1257.3㎡)
- 1985년 12월 31일 교실 2실 신축공사
- 1994년 8월 31일 교실 창호 교체공사 실시
- 1995년 9월 1일 급식학교 급식 실시
- 1996년 3월 1일 장전초등학교로 교명 변경
- 1999년 2월 19일 제22회 졸업 15명(총 719명)
- 1999년 8월 31일 폐교 (대불초등학교로 통폐합)